# Ghost Town Anthology
Ghost Town Anthology (Originaltitel Répertoire des villes disparues) ist ein kanadisches Fantasy-Drama von Denis Côté, das am 11. Februar 2019 im Rahmen der Internationalen Filmfestspiele Berlin seine Premiere feierte, wo der Film im offiziellen Wettbewerb gezeigt wurde.

## Handlung
In dem abgelegenen 215-Seelen-Dorf Irénée-les-Neiges im winterlichen Quebec stirbt ein junger Mann mit dem Namen Simon Dubé bei einem Autounfall. Die schockierten Bürger sprechen nur ungern über die Umstände, die zu der Tragödie führten, und versuchen den Vorfall zu vergessen. Sein Leichnam wird im Schuppen des Friedhofsgärtners aufgebahrt, bis der Frühling kommt und man ihn begraben kann. Simons Mutter Gisele glaubt nicht an einen Selbstmord, sein Bruder Jimmy hingegen schon und hofft immer wieder auf ein Zeichen des Verstorbenen. Romuald, der Vater der Familie, verschwindet heimlich. Der Vertreter der kleinen Gemeinden, Gilbert, informiert die Bürgermeisterin des Dorfes, Simone Smallwood, er werde ihnen eine Psychologin schicken. 
Die sehr ängstliche Dorfbewohnerin Adele glaubt an Dämonen, von denen sie gejagt werden. Auch sieht sie manchmal Schatten in ihrer Wohnung. Einer der Dorfbewohner will ein altes Haus am Dorfausgang wieder herrichten, doch die Bürgermeister warnt ihn, schlechte Energien gingen von diesem aus. Einst hat dort ein Familienvater, der unter Depressionen litt, sich und seine vier Kinder umgebracht. Immer mehr Dorfbewohner bekommen vier Kinder mit sonderbaren Masken zu Gesicht. Adele ist die Erste die auch noch die vielen anderen Gestalten sieht, die sich durch das Dorf bewegen oder einfach nur still herumstehen. Der tote Simon erscheint erst seiner Mutter, aber auch sein Vater, der sich weiter und weiter von Irénée-les-Neiges wegbewegt, begegnet seinem Sohn mehrfach. Schließlich begegnet ihm auch Jimmy, umgeben von vielen anderen Gestalten, die ihn schweigend beobachten.
Als Jimmy seiner Gemeinde von diesen Begegnungen erzählt, berichten ihnen der eigens angereiste Gilbert und die Psychologin Yasmina von gleichen Erscheinungen im ganzen Land. Man hat sogar Fotos von den Gestalten gemacht, die ausschließlich außerhalb der Städte, in kleinen Gemeinden auftauchen. Man empfiehlt den Bürgern von Irénée-les-Neiges einfach völlig normal weiterzuleben. Jimmy und seine Mutter ertragen dies jedoch nicht. Sie sehen keine Perspektive mehr für sich in der ländlichen Gemeinde und beschließen nach Quebec zu ziehen. Auch Dorfbewohnerin Camille will weg, andere Einwohner, wie deren Mann Pierre und Jimmys bester Freund André bleiben hingegen. Simons Vater kehrt als toter, schweigender Beobachter zurück nach Irénée-les-Neiges.

## Produktion

### Stab, Vorlage und Besetzung
Regie führte Denis Côté und schrieb auch das Drehbuch. Die Geschichte ist dem Debütroman der kanadischen Literaturwissenschaftlerin Laurence Olivier entlehnt, der 2015 veröffentlicht wurde.
Robert Naylor spielt Jimmy Dubé, den zwei Jahre älteren Bruder des anfänglich im Film verunglückten Simon Dubé. Seine Mutter Gisele wird von Josee Deschenes verkörpert, sein Vater Romuald von Jean-Michel Anctil. Diane Lavallee übernahm die Rolle der Bürgermeisterin Simone Smallwood. Die neu ins Dorf kommende fremde Muslima Yasmina wird von Sharon Ibgui gespielt. Nosy Louise wird von Jocelyne Zucco gespielt, ihr Ehemann Richard von Normand Carriere. In der Rolle der Sozialhilfeempfängerin Adele ist Larissa Corriveau zu sehen, Hubert Proulx spielt den Café-Besitzer Pierre, Rachel Graton seine Freundin Camille, und Remi Goulet übernahm die Rolle von André.

### Dreharbeiten und Veröffentlichung

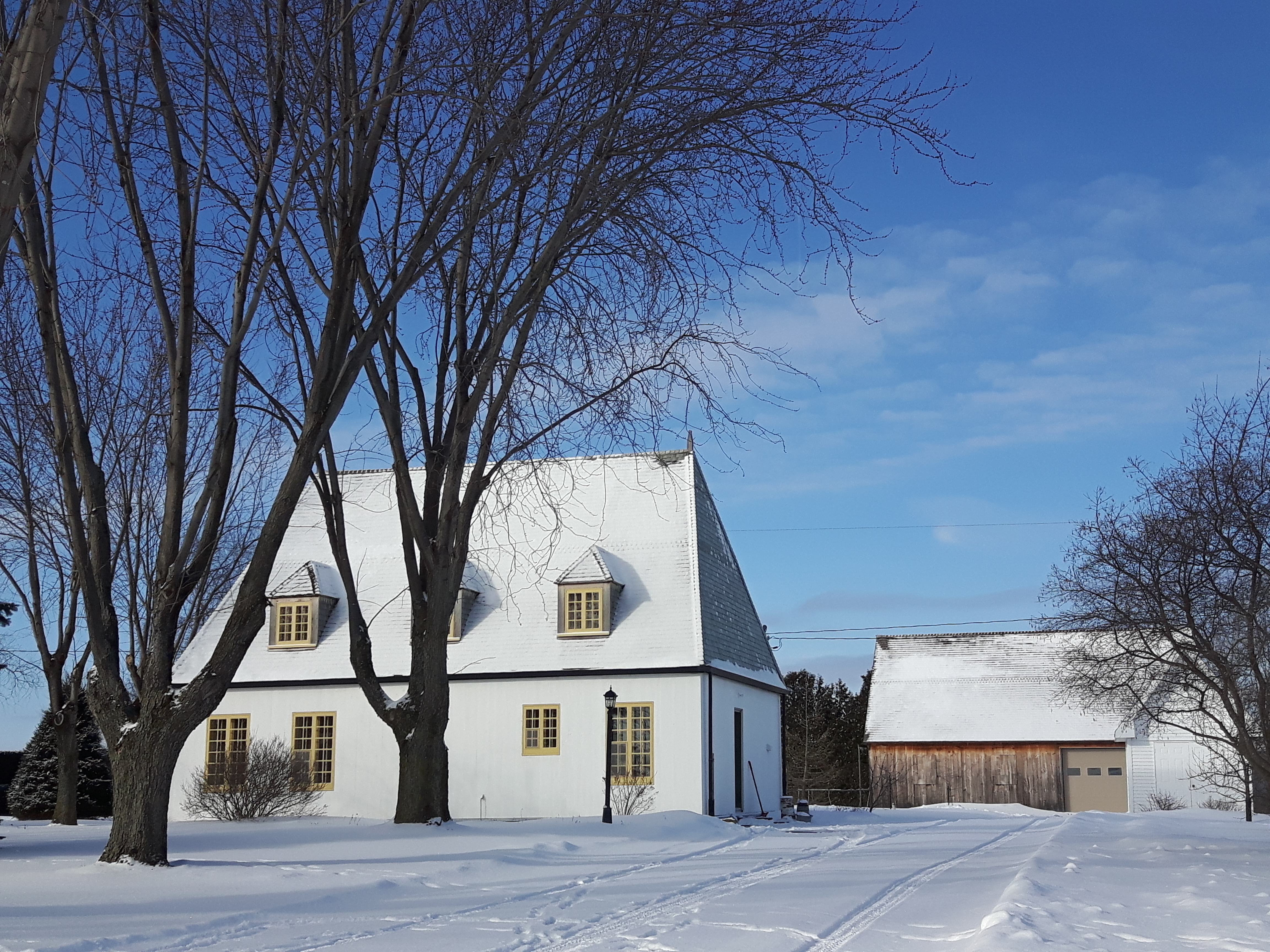
Die Dreharbeiten fanden im verschneiten Saint-Michel im Herzen der Montérégie statt, das Irénée-les-Neiges als Kulisse diente

Gedreht wurde der Film unter anderem im März 2018 in Saint-Michel in der kanadischen Verwaltungsregion Montérégie. Als Kameramann fungierte François Messier-Rheault.
Im Herbst 2018 wurde ein erster Trailer vorgestellt. Der Film wurde im Februar 2019 im Rahmen des offiziellen Wettbewerbs der Internationalen Filmfestspiele Berlin gezeigt. Am 14. Februar 2019 feierte der Film im Rahmen einer Vorstellung im Cinéma du Musée in Montreal seine kanadische Premiere. Im Juni 2019 wurde er beim Sydney Film Festival vorgestellt. Im Juli 2019 wurde der Film beim Neuchâtel International Fantastic Film Festival gezeigt, Ende Juli und Anfang August 2019 beim Jerusalem Film Festival und im August 2019 beim Melbourne International Film Festival. Im September 2019 erfolgte eine Vorstellung beim Festival Internacional de Cine de San Sebastián in der Sektion Zabaltegi-Tabakalera. Anfang Oktober 2019 wurde er beim London Film Festival vorgestellt, Anfang November 2019 beim Minsk International Film Festival „Listapad“. Am 21. April 2020 wird der Film in das Programm des Arthouse-Streamingdienstes MUBI aufgenommen.

## Rezeption

### Kritiken
Ghost Town Anthology erhielt im internationalen Kritikenspiegel der britischen Fachzeitschrift Screen International 2,6 von vier möglichen Sternen und belegte damit gemeinsam mit dem chinesischen Beitrag Di jiu tian chang einen 5. Platz unter allen 16 Berlinale-Wettbewerbsfilmen. Emin Alpers Eine Geschichte von drei Schwestern und Nadav Lapids Synonymes (je 3,0) führten die Rangliste an. Bislang konnte der Film 97 Prozent aller Kritiker bei Rotten Tomatoes überzeugen und erhielt hierbei eine durchschnittliche Bewertung von 7,4 der möglichen 10 Punkte.
Patrick Wellinski vom RBB nennt den Film in seiner Kritik eine Geistergeschichte aus unserer Gegenwart und ein intelligentes Requiem auf eine zu Ende gehende Welt. Dass Denis Côté und sein Schweizer Kameramann François Messier-Rheault den Film auf 16 mm gedreht haben, ändere nicht nur die Textur der Bilder, es verleihe dieser traurigen Geistergeschichte etwas sehr haptisches, so Wellinski weiter: „Licht und Schatten bekommen eine unwirkliche Dimension. Die Gesichter der Dorfbewohner, ihre Diskretion und ihre Reserviertheit erscheinen mysteriöser und doppeldeutiger. Dabei wirken die fantastischen Elemente der Erzählung nie wie Fremdkörper im ansonsten realistischen Setting. Das schafft eine traumwandlerische Durchlässigkeit.“ Répertoires des villes disparues sei ein Werk, das weniger über stringente Narration funktioniert, sondern den Fokus stärker auf Momentaufnahmen legt, so Wellinski, und in seiner poetischen Ruhe mag man sogar eine Meditation über das Aussterben der Dörfer, den Bevölkerungsschwund auf dem Land und der verzehrenden Magie der Großstadt erkennen.
David Rooney von The Hollywood Reporter schreibt, mit seinen minimalistischen Einstellungen könne Côtés Film mit dem Werk von M. Night Shyamalan verglichen werden, und die Worte „Ich sehe tote Menschen“ könnten auch in der fiktiven Stadt Irenee-les-Neiges in aller Munde sein. Der Film sei für eine Reihe von Interpretationen offen, meint Rooney, so Fragen, die die Ängste vor Fremden und dem Anderssein oder die Gefahr, dass kleinen Gemeinden in Vergessenheit geraten betreffen.

### Auszeichnungen
Canadian Screen Awards 2020
- Nominierung für das Beste adaptierte Drehbuch (Denis Côté)
- Nominierung als Beste Nebendarstellerin (Larissa Corriveau)[18]

Festival Internacional de Cine de San Sebastián 2019
- Nominierung in der Sektion Zabaltegi-Tabakalera (Denis Côté)

Internationale Filmfestspiele Berlin 2019
- Nominierung als Bester Film für den Goldenen Bären (Denis Côté)

Neuchâtel International Fantastic Film Festival 2019
- Nominierung für die Narcisse als Bester Spielfilm im internationalen Wettbewerb (Denis Côté)[19]